# Columnea oxyphylla
Columnea oxyphylla är en tvåhjärtbladig växtart som beskrevs av Johannes von Hanstein. Columnea oxyphylla ingår i släktet Columnea och familjen Gesneriaceae. Inga underarter finns listade i Catalogue of Life.